# Dávid Hudák
Dávid Hudák (Bratislava, 21 marzo 1993) è un calciatore slovacco, difensore del Gyirmót.